# Nankai Electric Railway
La Nankai Electric Railway Co., Ltd. (南海電気鉄道株式会社, Nankai Denki Tetsudō Kabushiki-gaisha), communément appelée Nankai, est une compagnie ferroviaire privée qui exploite des lignes ferroviaires dans les préfectures d’Osaka et de Wakayama au Japon.
La Nankai assure notamment les services Rapi:t entre Osaka (quartier de Namba) et l’aéroport international du Kansai.
Nankai signifie en français Mer du sud et tire son nom de la route Nankaidō.

## Histoire
La compagnie est officiellement fondée le 28 mars 1925 sous le nom de Koyasan Electric Railway. Elle prend son nom actuel en mars 1947 lorsqu'elle récupère les lignes de l'ancien chemin de fer Nankai datant de 1885.
Jusqu'en 1980, Nankai exploitait des lignes de tramway dans les villes d'Osaka et de Sakai. La ligne Hirano est fermée le 28 novembre tandis que les lignes Hankai et Sakai sont transférées le 1er décembre à la compagnie Hankai Tramway, filiale de Nankai.
Le 1er avril 2025, Nankai absorbe la compagnie Semboku et reprend l'exploitation de la ligne Semboku.

## Lignes
| Symbole | Ligne                    | Nom japonais             | Terminus                       | Longueur (km) | Gares |
| ------- | ------------------------ | ------------------------ | ------------------------------ | ------------- | ----- |
|         | Ligne principale Nankai  | 南海本線                 | Namba - Wakayamashi            | 64,2          | 43    |
|         | Ligne Takashinohama      | 高師浜線                 | Hagoromo - Takashinohama       | 1,5           | 3     |
|         | Ligne Tanagawa           | 多奈川線                 | Misaki koen - Tanagawa         | 2,6           | 4     |
|         | Ligne Kada               | 加太線                   | Kinokawa - Kada                | 9,6           | 8     |
|         | Ligne Wakayamakō         | 和歌山港線               | Wakayamashi - Wakayamakō       | 2,8           | 2     |
|         | Ligne de l’aéroport      | 空港線                   | Izumisano - Aéroport du Kansai | 8,8           | 3     |
|         | Ligne Semboku            | 泉北線                   | Nakamozu - Izumi-Chūō          | 14,3          | 6     |
|         | Ligne Kōya               | 高野線                   | Shiomibashi - Gokurakubashi    | 64,5          | 47    |
|         | Funiculaire du mont Kōya | 鋼索線（高野山ケーブル） | Gokurakubashi - Mont Kōya      | 0,8           | 2     |

## Matériel roulant
La compagnie possède 696 voitures voyageurs au 31 mars 2023.

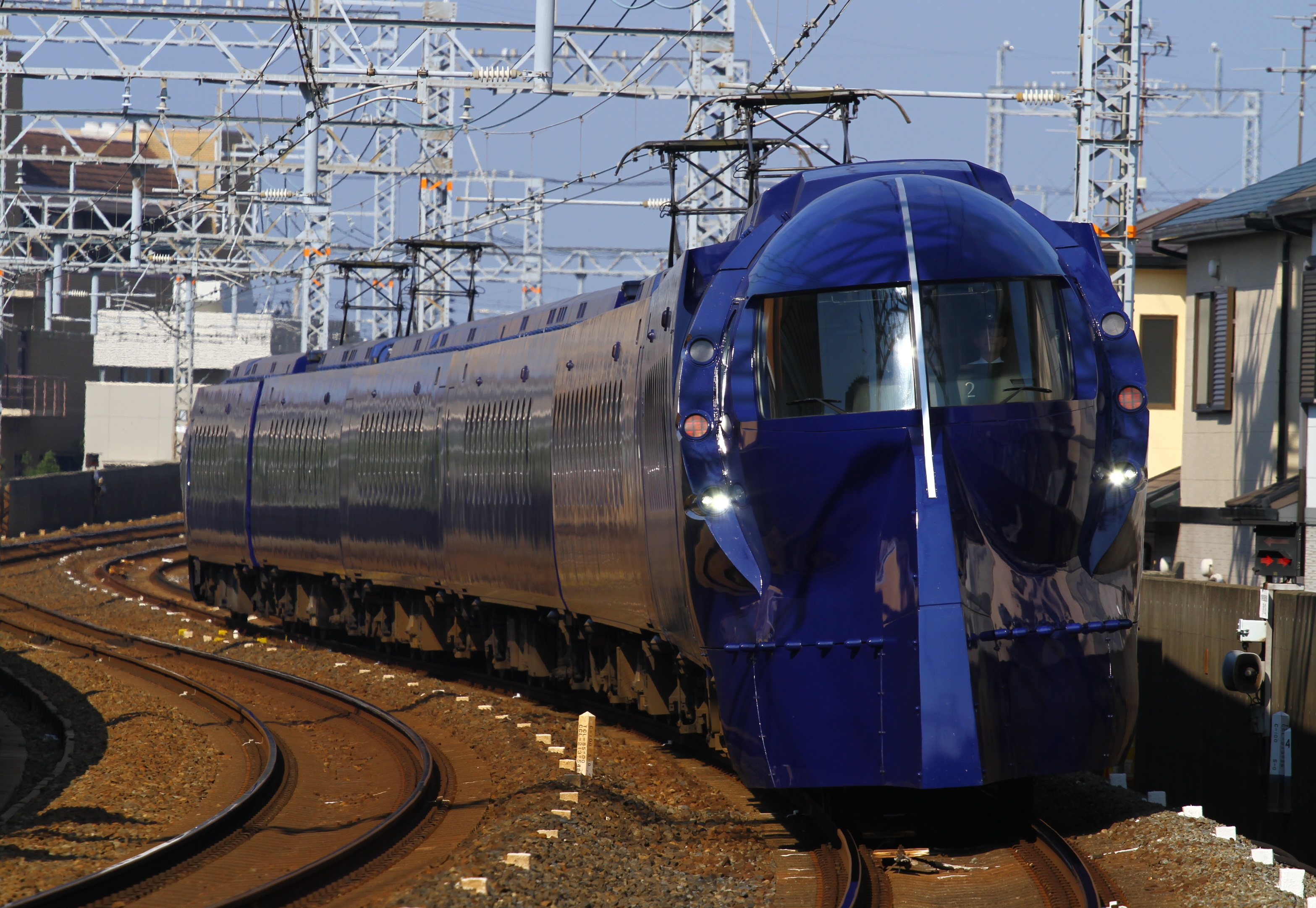
Nankai série 50000 "Rapi:t"
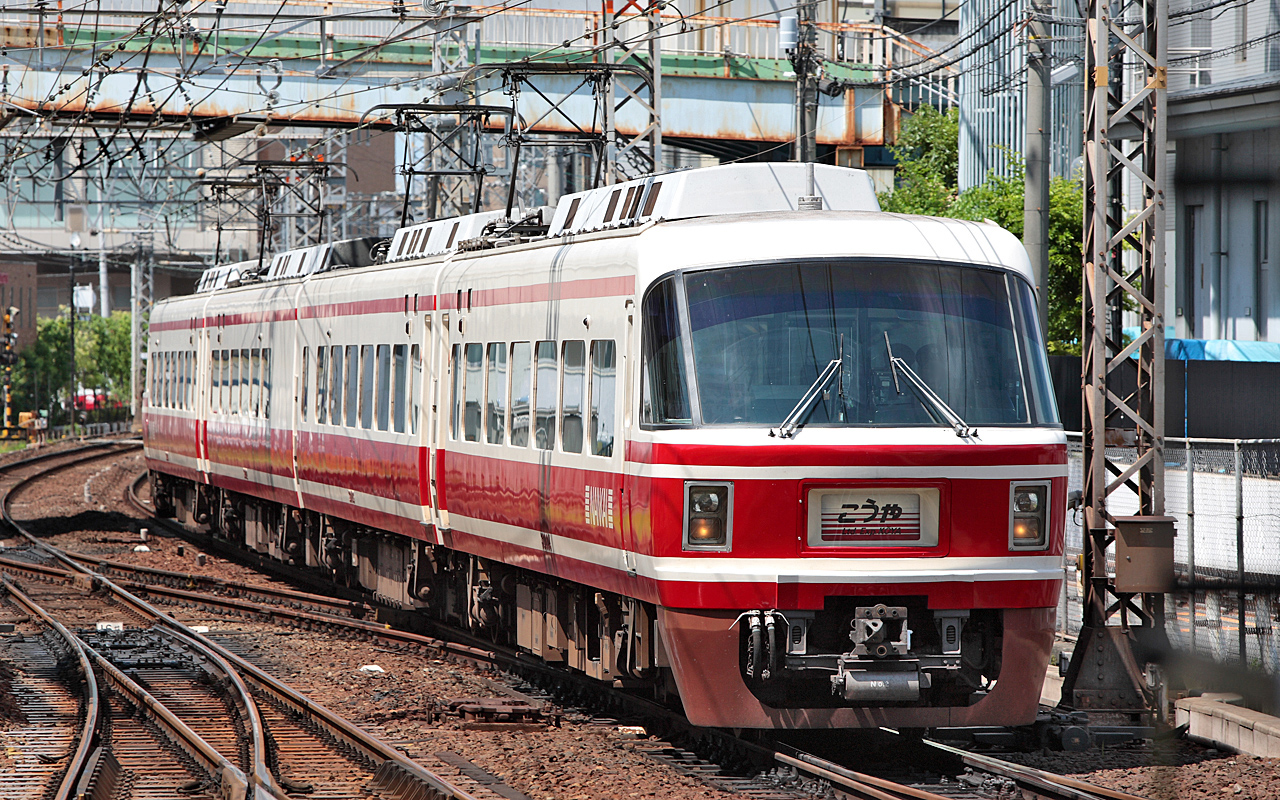
Nankai série 30000
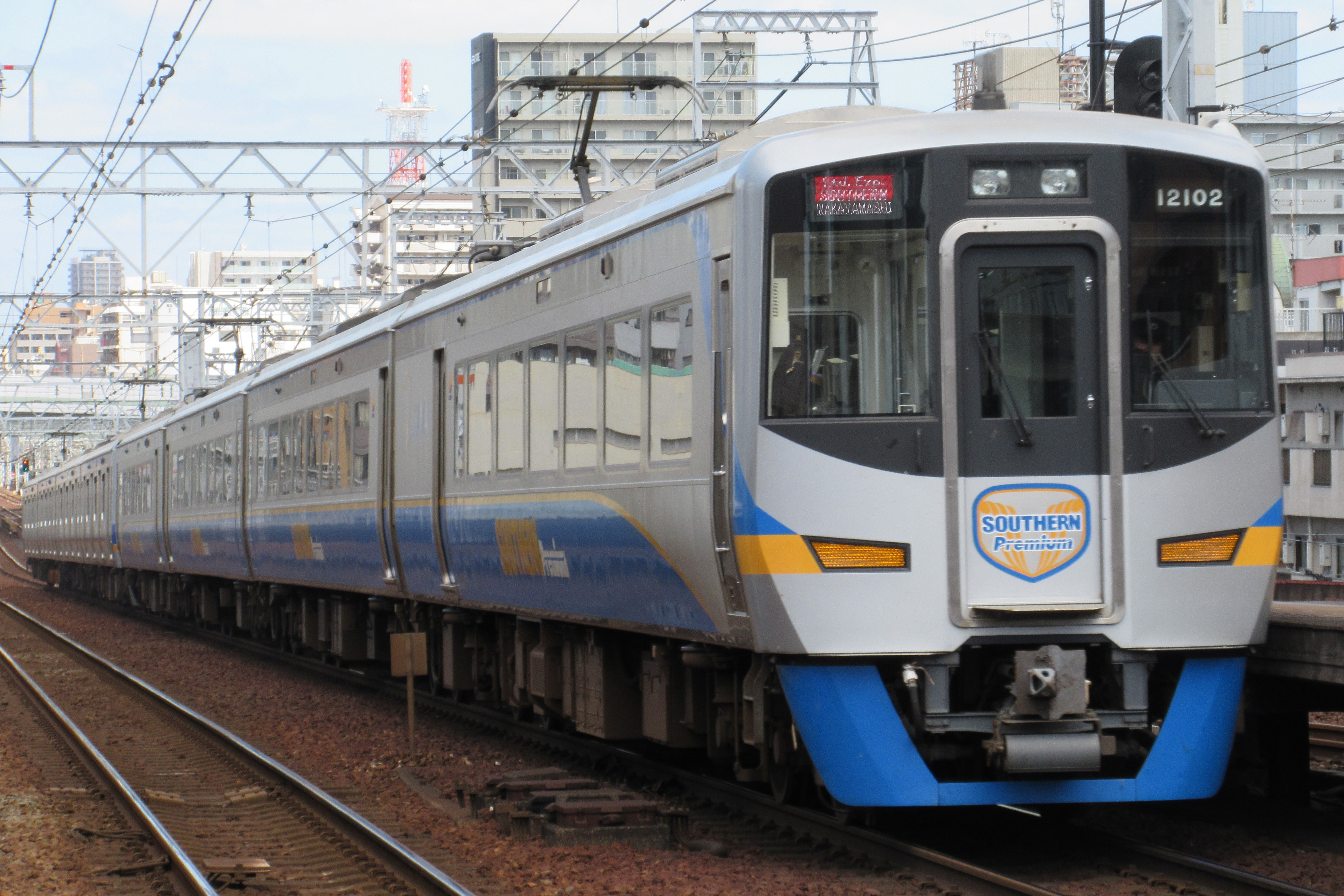
Nankai série 12000 "Southern"
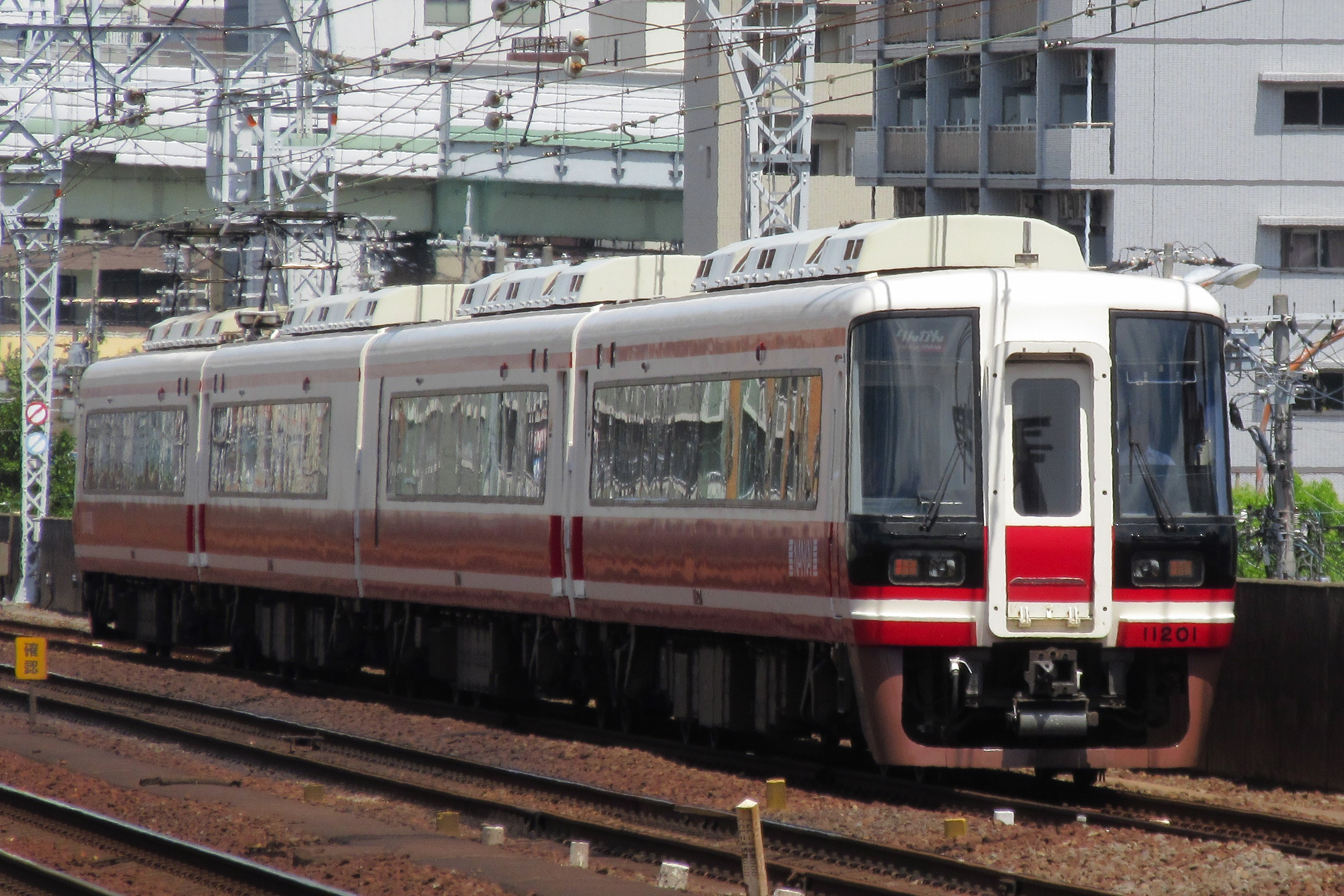
Nankai série 11000
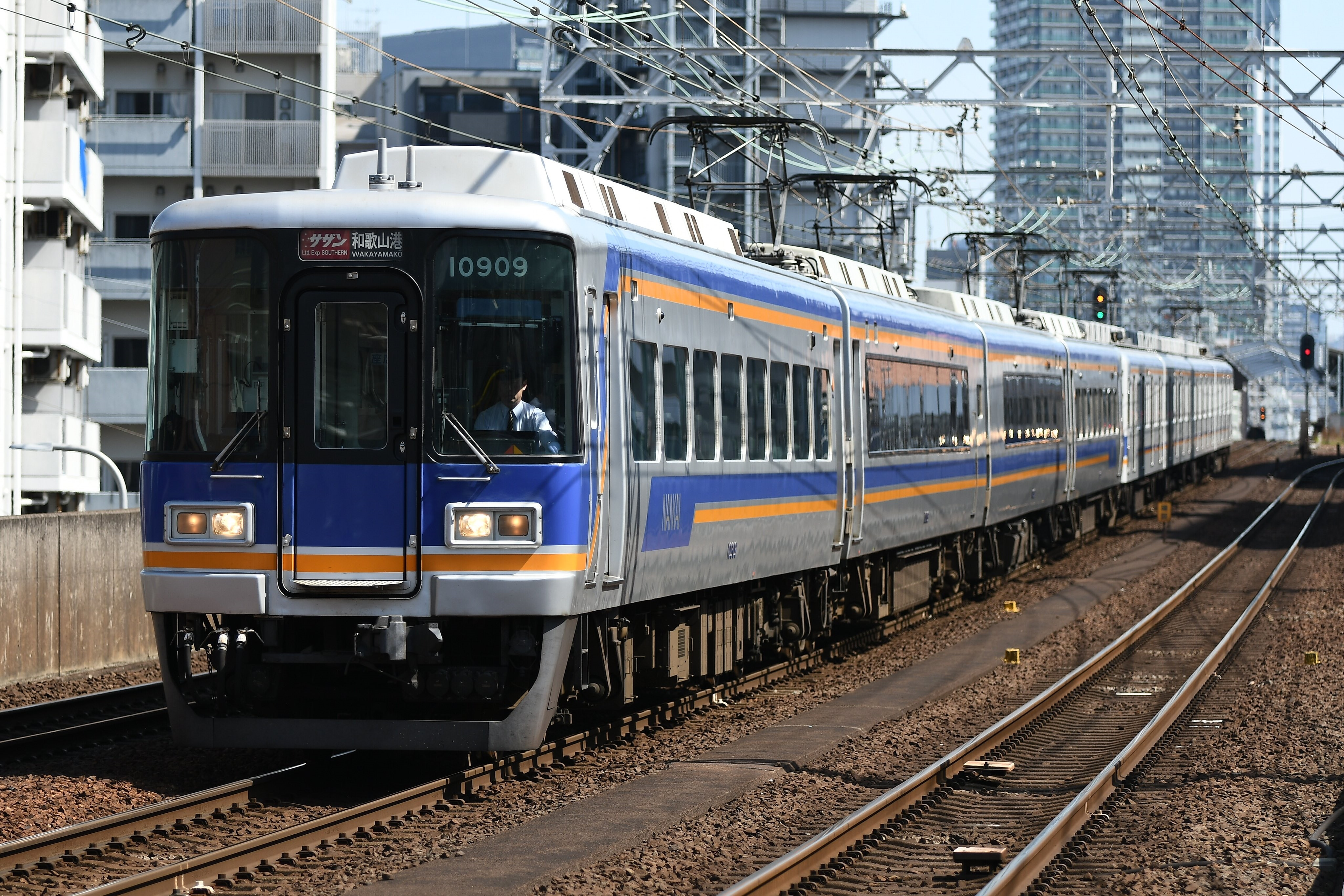
Nankai série 10000
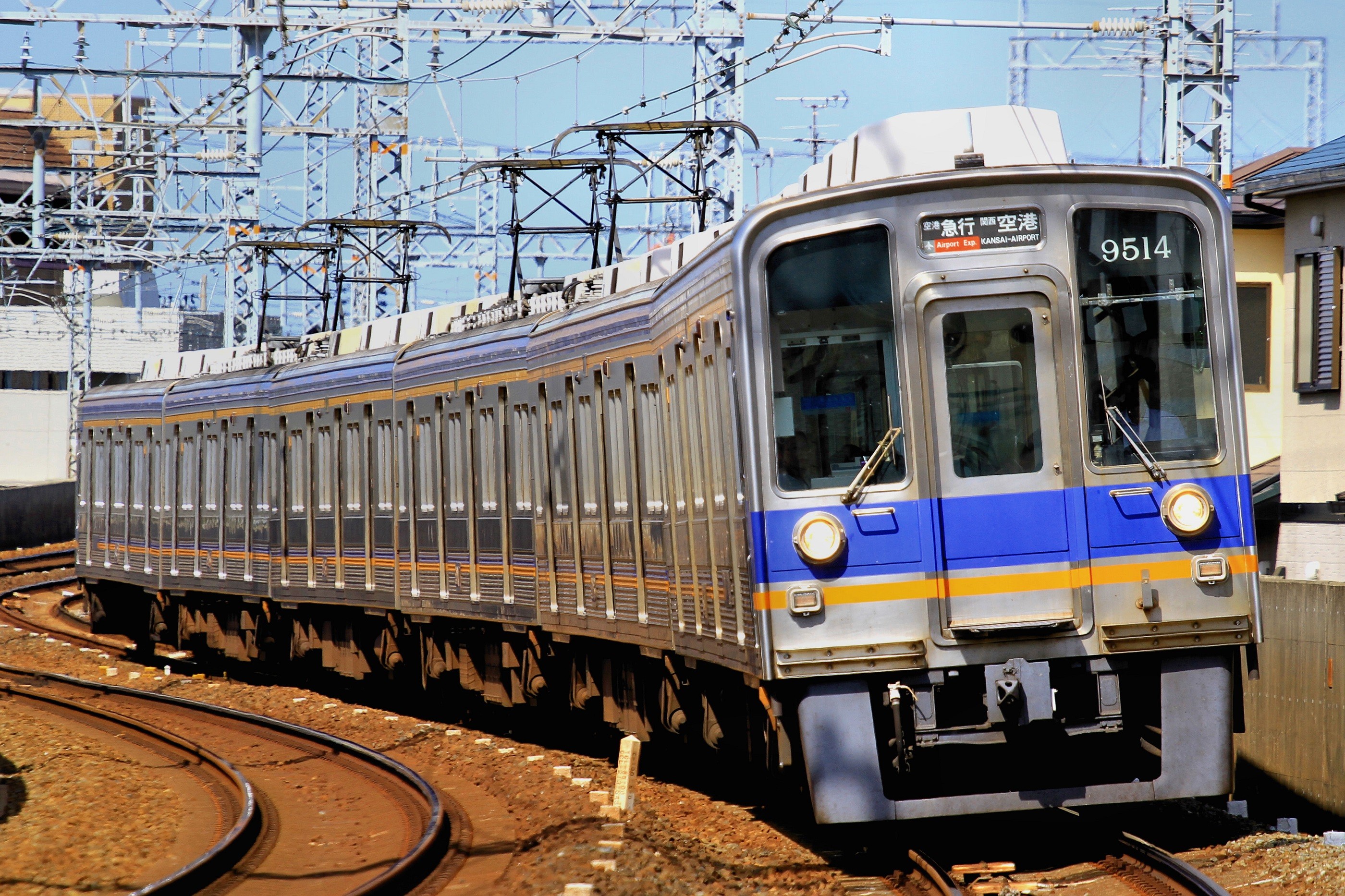
Nankai série 9000
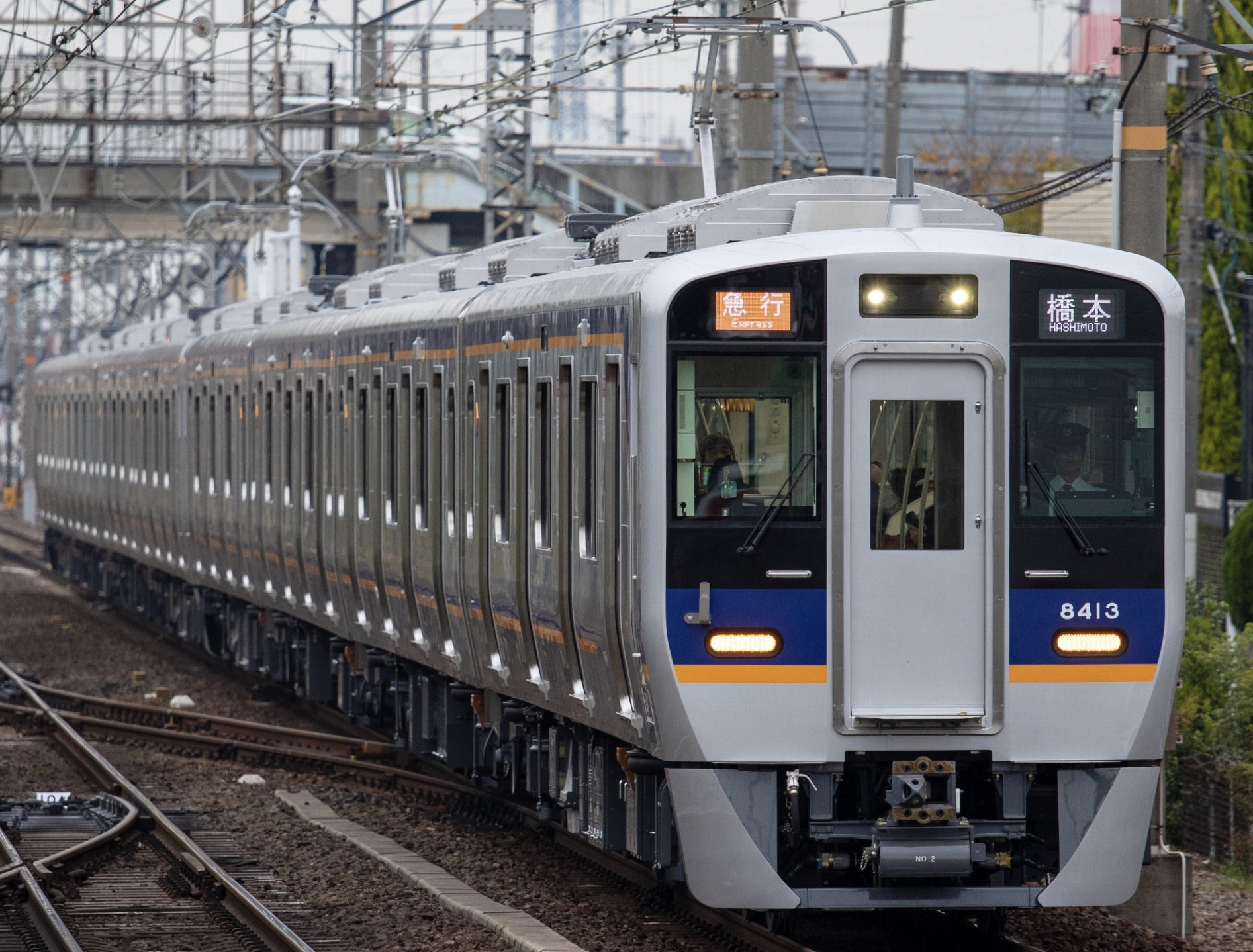
Nankai série 8300
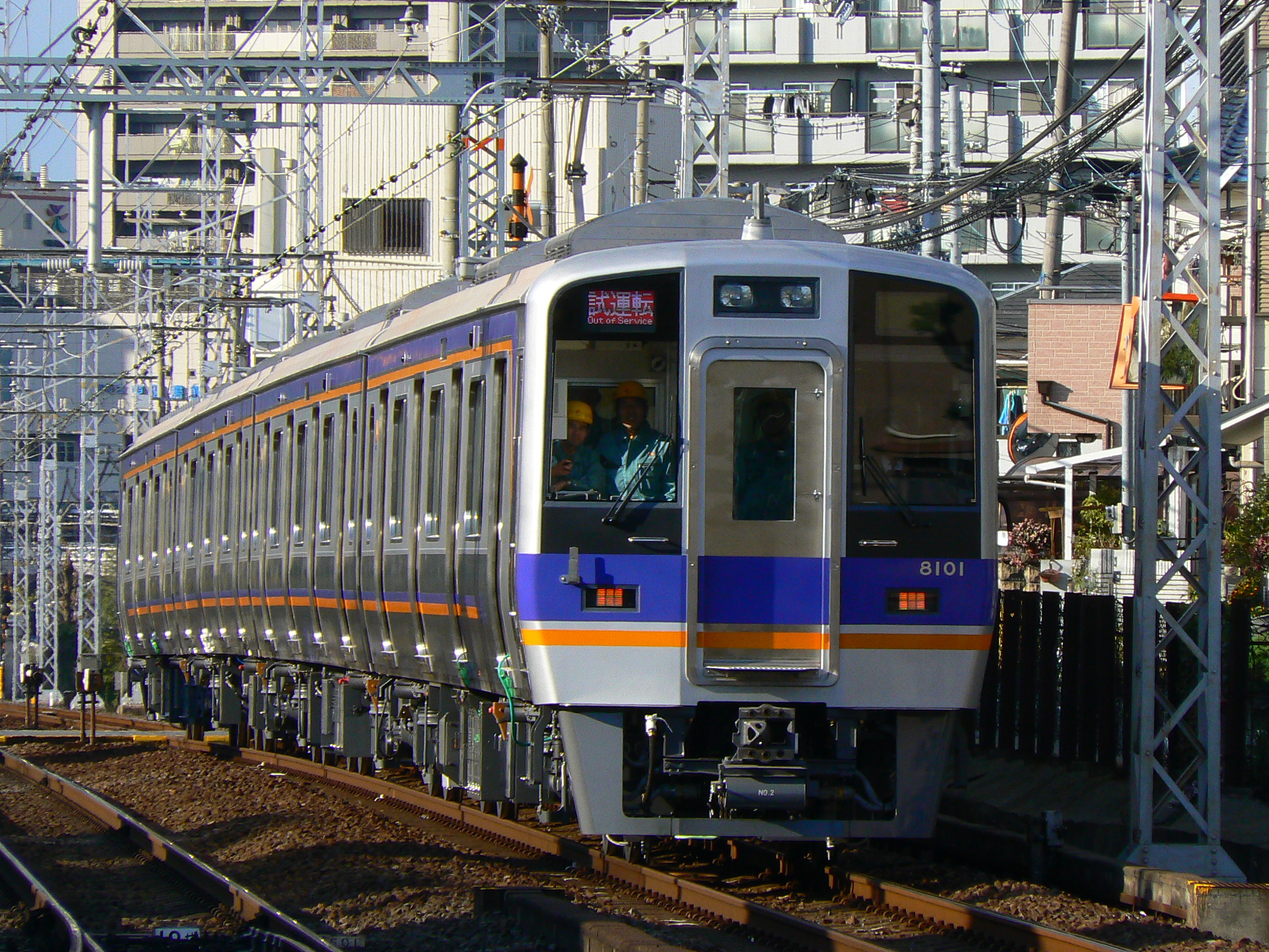
Nankai série 8000
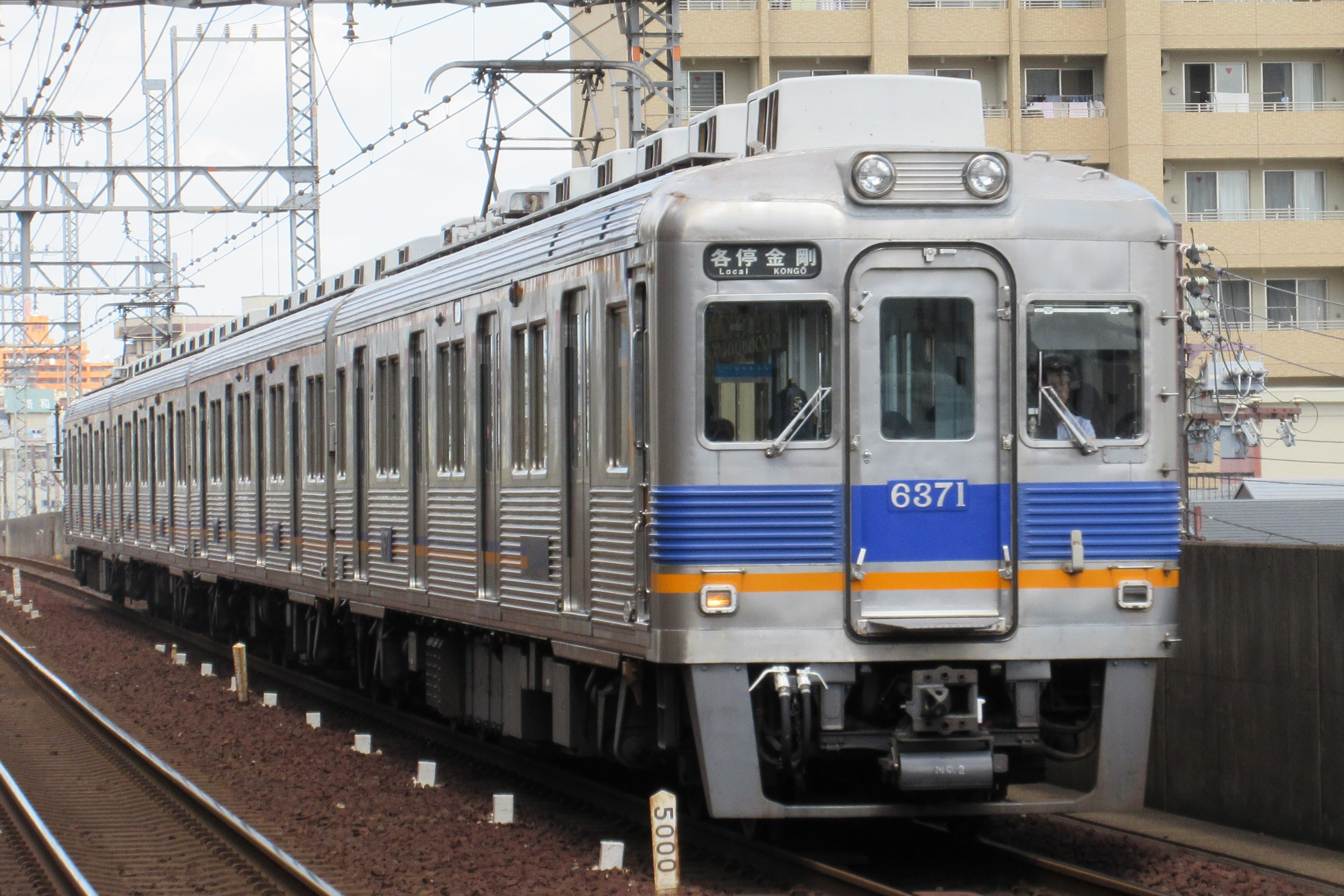
Nankai série 6000
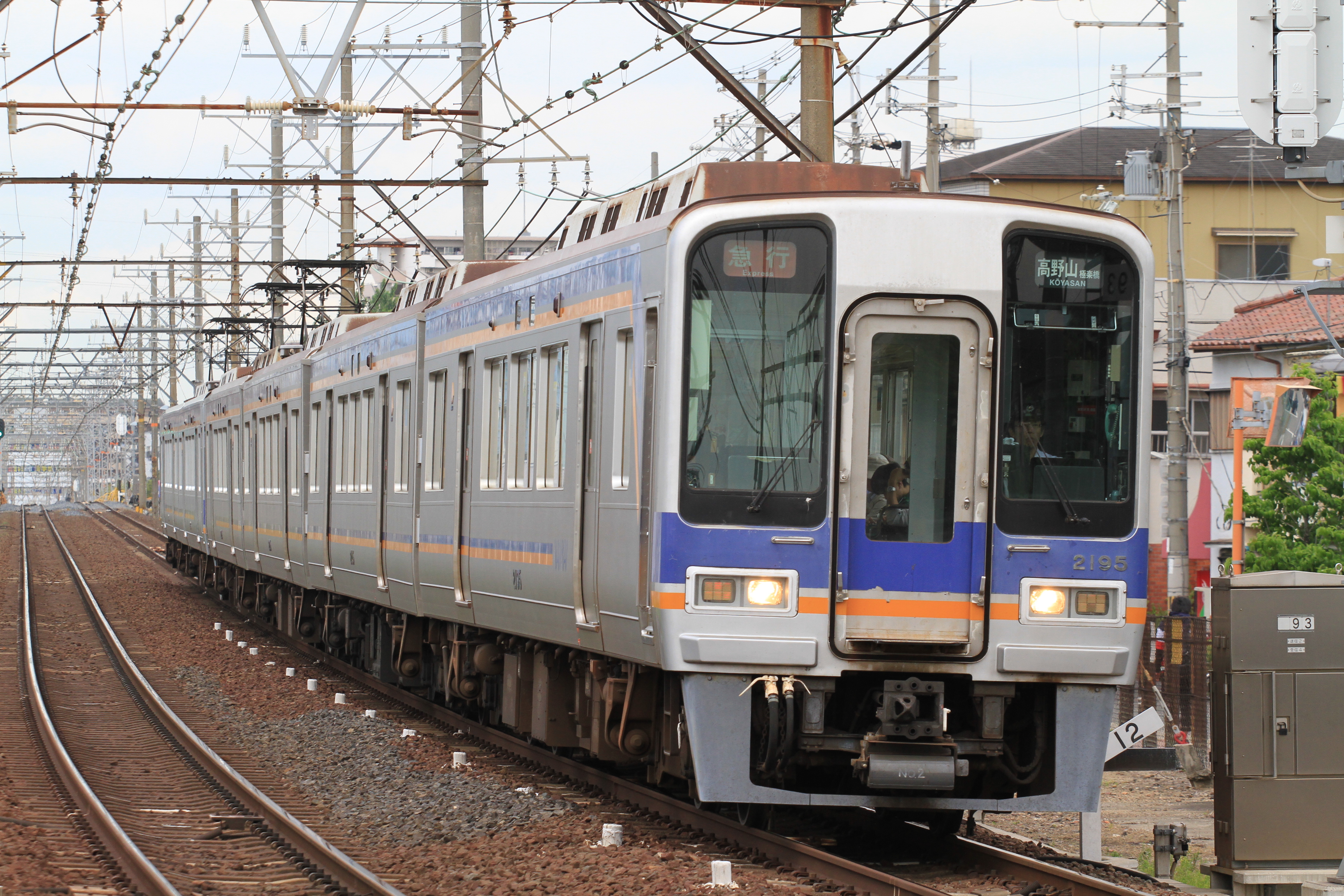
Nankai série 2000
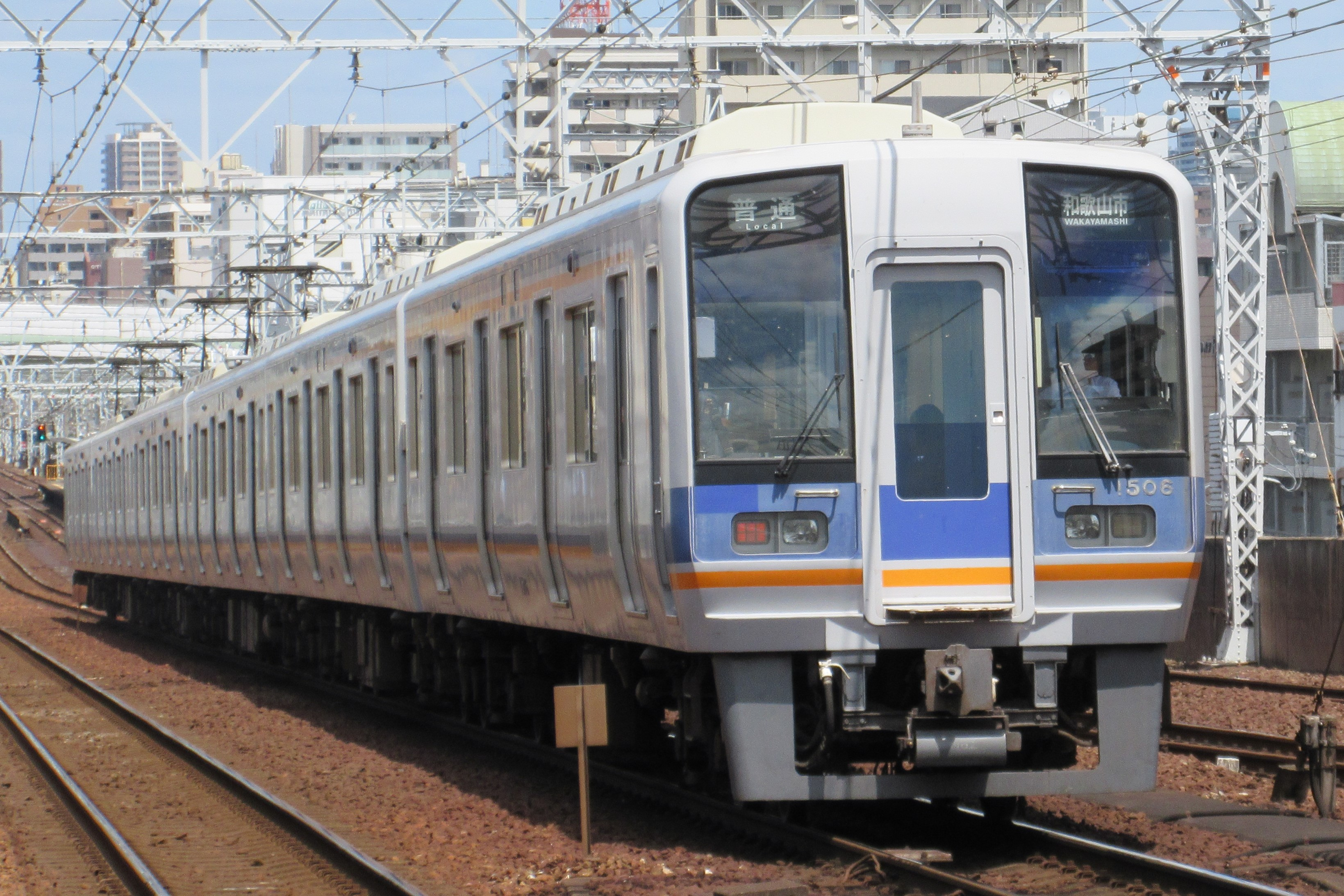
Nankai série 1000
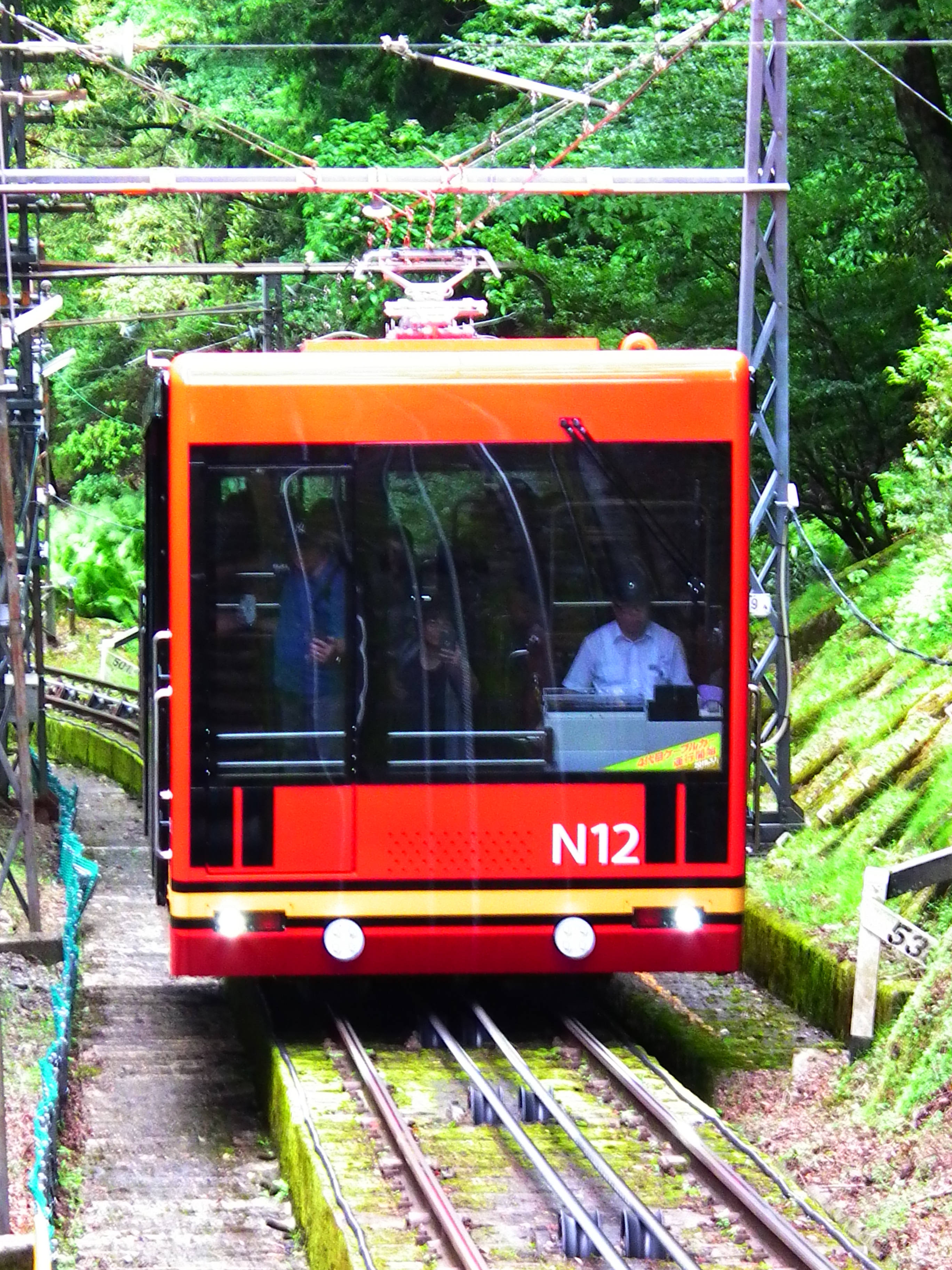
Funiculaire du Mont Kōya (N10-20)